# Евневич, Валерий Геннадьевич
Вале́рий Генна́дьевич Евне́вич (род. 2 сентября 1951, Батуми, Аджарская АССР, Грузинская ССР, СССР) — российский военачальник, генерал-полковник (11/06/2011). Герой Российской Федерации (1993).

## Биография

### Происхождение
Родился 2 сентября 1951 года в г. Батуми Аджарской АССР.
Среднюю школу окончил в городе Старый Крым (Республика Крым) в 1968 году. В Вооружённых Силах с 1968 года. В 1972 году окончил Рязанское высшее воздушно-десантное командное училище с отличием, в 1983 году — Военную академию им. Фрунзе с отличием, в 1992 году — Военную академию Генерального штаба ВС РФ.

### Военная служба
Службу проходил в Прибалтийском (командовал 1-й учебной парашютно-десантной разведывательной ротой в 226-м упдп), Одесском, Туркестанском, Московском военных округах. С июня 1983 года — начальник штаба – заместитель командира 217-го гвардейского парашютно-десантного полка 98-й гвардейской воздушно-десантной дивизии.
С января 1986 — начальник штаба — заместитель командира, с августа 1987 года — командир 56-й гвардейской десантно-штурмовой бригады в составе ограниченного контингента советских войск в Афганистане. Командовал этой же бригадой до августа 1990 года и после вывода войск из Афганистана, место дислокации — город Ёлётен (Иолотань) в Туркменистан. В 1990—1992 проходил обучение в Военной академии Генерального штаба ВС РФ.
С июня 1992 по 1995 год — командир 2-й гвардейской Таманской мотострелковой дивизии Московского военного округа.
Командовал Таманской дивизией во время событий 3—4 октября 1993 года в Москве. Многие СМИ утверждают, что он лично руководил действиями танковых подразделений, ведших прицельный огонь по зданию Белого дома. Однако сам Евневич отрицал наличие танков у Таманской дивизии во время расстрела Дома Советов и вспоминал о трудном эмоционально-психическом давлении в том момент: «Для меня, например, те сутки в Москве стоят двух с половиной лет Афганистана и того, что последовало для моей бригады после него: Средняя Азия, Армения. Там тоже крови достаточно было». 7 октября 1993 года Борис Ельцин присвоил ему звание «Герой Российской Федерации» за участие в штурме Белого дома.
С мая 1995 года — первый заместитель командующего 14-й гвардейской армией в Приднестровье, которая уже в июне 1995 года была преобразована в Оперативную группу российских войск в Приднестровском регионе Республики Молдова. Командовал этой группой с июня 1995 по январь 2002 года, за это время группа российских войск в Приднестровье была сокращена до 3-х батальонов (2 мотострелковых батальона, 1 батальон охраны и обеспечения), 95% военной техники уничтожено или вывезено в РФ.
С января 2002 по 2006 год — заместитель главнокомандующего Сухопутных войск по миротворческим силам.
С сентября 2006 года — заместитель Главнокомандующего Сухопутными войсками.
С июля 2009 года — начальник Главного управления боевой подготовки и службы войск Вооружённых Сил Российской Федерации.
С марта 2011 года — помощник Министра обороны РФ. Генерал-полковник (11.06.2011).
С 2 декабря 2013 года — главный военный представитель Постоянного военного представительства России при НАТО.
3 апреля 2014 года был отозван в Москву «для консультаций» Нового назначения не получил и в июне 2014 года был освобождён от должности и уволен в запас.

### После отставки
С августа 2014 года советник генерального директора ООО «ЛУКОЙЛ-Резервнефтепродукт». Является председателем Межрегиональной общественной организации ветеранов военной службы и боевых действий «Союз ветеранов 40-й армии».

## Награды и звания
- Герой Российской Федерации (7 октября 1993) — «за мужество и героизм, проявленные при выполнении специального задания»
- Орден «За заслуги перед Отечеством» 4-й степени
- Орден «За военные заслуги»
- Орден Красного Знамени
- 2 ордена Красной Звезды
- Медаль «За боевые заслуги»
- Медаль Жукова
- Ряд других медалей СССР и РФ

## Семья
Женат, имеет двоих сыновей.